# زوریانا اسکالتسکا
زوریانا استپانیونا اسکالتسکا (اوکراینی: Зоряна Степанівна Скалецька؛ زادهٔ ۹ اوت ۱۹۸۰) وکیل، فعال سیاسی و سیاستمدار اوکراینی و وزیر سابق بهداشت اوکراین است. او همچنین کارشناس مرکز حمایت از اصلاحات زیر نظر کابینه وزیران بود.

## تحصیلات
اسکاتسکا از دانشگاه ملی آکادمی کیف-موهیلا (۲۰۰۲) فارغ‌التحصیل شد. او در دانشگاه ماریا کوری-اسکلودووسکا (۲۰۰۲–۲۰۰۶) در رشته دکترای حقوق تحصیل کرد.